# August von Senarclens de Grancy
Báró August Ludwig von Senarclens de Grancy (Etoy, Ósvájci Konföderáció (ma Vaud kanton), 1794. augusztus 19. – Jugenheim, Porosz  Királyság, 1871. október 3.) II. Lajos hesseni nagyherceg istállómestere, vezérőrnagy és a Máltai Lovagrend tiszteletbeli tagja.
Valószínű, hogy a munkaadója, II. Lajos hesseni nagyherceg felesége, Vilma hesseni nagyhercegné gyerekei közül négynek ő volt a biológiai apja, ez esetben pedig többek között I. János Károly spanyol királynak és III. Károly brit királynak is az őse.

## Élete
Az Etoy kastélyban született, báró Cesar August von Senarclens és Élisabeth Claudine Marie-Rose de Loriol fiaként.
II. Lajos, Hessen nagyhercege 1820-ban vette meg a Heiligenberg kastélyt Jugenheim (ma Seeheim-Jugenheim része) közelében a kincstárnokának, Senarclens de Grancynak. Itt élt Vilma hesseni nagyhercegnével, aki Lajos hitvese volt. Erősen gyanították, hogy Vilma később született gyermekeinek Grancy az apja: a levelezésbe, amely részletezi ezt, sok kormányzati minisztert, nagykövetet és uralkodót is bevontak, köztük I. Miklós orosz cárt és Viktória brit királynőt.
Később, 1836-ban Grancy összeházasodott Luise von Otting und Fünfstettennel (1810–1876). Jugenheimben halt meg.

## Gyermekei
Úgy hitte, hogy Vilhelminától négy gyereke született:
- koraszülött gyermek (született, meghalt 1820-ban)
- Erzsébet hesseni hercegnő (1821–1826)
- Sándor hessen–darmstadti herceg (1823–1888)
- Mária hesseni hercegnő (1824–1880)

Közülük csak Sándor és Mária voltak azok, akik túlélték a gyermekkort és úgy vélték, hogy ők Vilhelmina férjének – II. Lajos hesseni nagyhercegnek – a törvényes gyermekei. Sándor a Battenberg-ház (Mountbatten) őse, míg Mária II. Sándor orosz cárral kötött házassága révén III. Sándor cár anyja és II. Miklós cár nagyanyja.

## Fordítás
Ez a szócikk részben vagy egészben  az   August von Senarclens de Grancy című angol Wikipédia-szócikk fordításán alapul.  Az eredeti cikk szerkesztőit annak laptörténete sorolja fel. Ez a jelzés csupán a megfogalmazás eredetét és a szerzői jogokat jelzi, nem szolgál a cikkben szereplő információk forrásmegjelöléseként.